# Pórtugos
Pórtugos là một đô thị ở tỉnh Granada, cộng đồng tự trị Andalusia, Tây Ban Nha. Theo điều tra dân số 2010 của Viện thống kê Tây Ban Nha (INE), đô thị này có dân số là 401 người. Diện tích đô thị này là 21 ki-lô-mét vuông. Đô thị này nằm ở độ cao 1303 m trên mực nước biển.